# Gerhard O. Pfeffermann

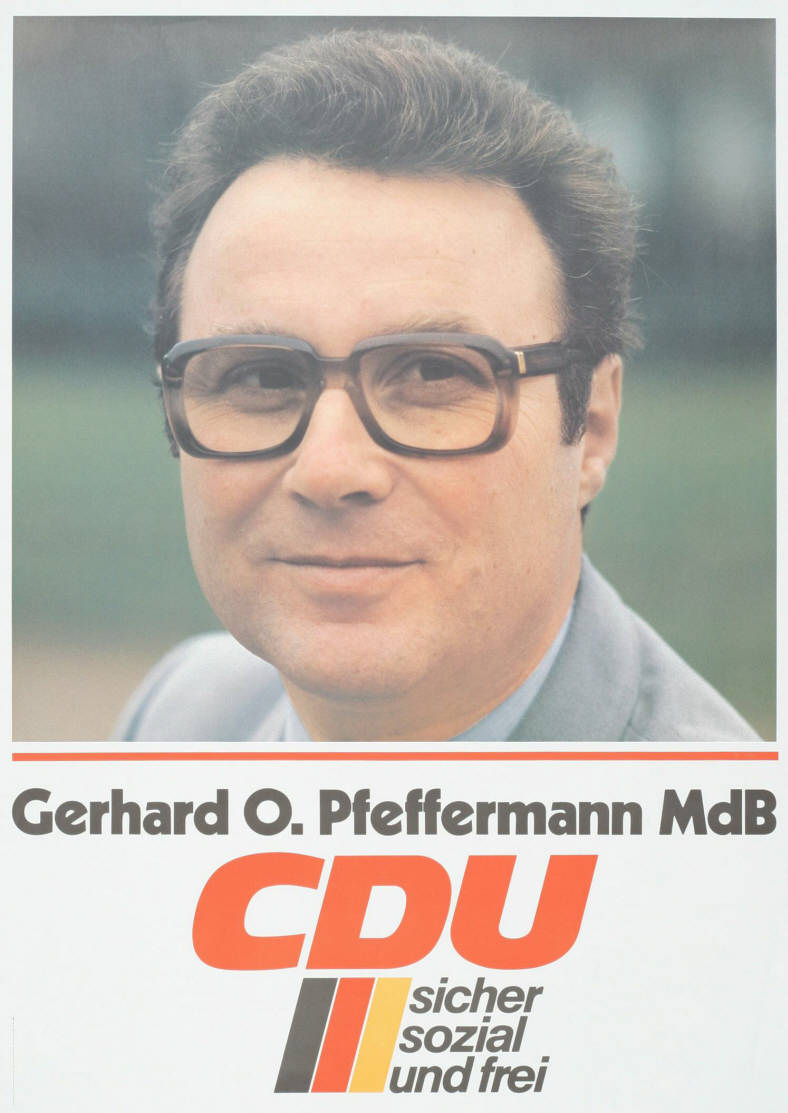
Kandidatenplakat zur Bundestagswahl 1983

Gerhard O. Pfeffermann (* 17. Juni 1936 in Gießen; † 14. November 2019) war ein deutscher Politiker (CDU). Er war von 1993 bis 1997 Staatssekretär im Bundesministerium für Post und Telekommunikation.

## Familie und Berufsausbildung, Politische Tätigkeiten
Pfeffermann war seit 1955 Mitglied der JU/CDU.
Nach dem Examen im Jahre 1959 an der Ingenieurschule Gießen war er bei der Carl Schenck AG in Darmstadt tätig. Ab 1961 hatte er mehrere Posten in der hessischen CDU inne: Kreisvorsitzender in Darmstadt, südhessischer Bezirksvorstand und ab 1967 Stadtverordneter in Darmstadt. Pfeffermann war Ehrenvorsitzender des CDU-Kreisverbandes Darmstadt.
Pfeffermann war mit Katharina Pfeffermann verheiratet. Aus der Ehe sind drei Söhne hervorgegangen.  Er wohnte in Darmstadt. Er starb am 14. November 2019 und wurde auf dem Alten Friedhof Darmstadt bestattet.

## Bundestagsabgeordneter
Pfeffermann war Mitglied des Deutschen Bundestages von der 7. Wahlperiode (1972–1976) bis zur 12. Wahlperiode (1990–1994). Er legte sein Mandat mit seiner Ernennung zum Staatssekretär am 6. September 1993 nieder.
Zusammen mit Joschka Fischer liegt Pfeffermann mit jeweils zwölf Ordnungsrufen auf Platz vier der Liste der Ordnungsrufe im Deutschen Bundestag.
Von Pfeffermann stammt der Ausspruch „Es mompert wieder“, in Anlehnung an Aktivitäten von Walter Momper.

## Öffentliche Ämter
Pfeffermann war von 1993 bis 1997 als Staatssekretär im Bundesministerium für Post und Telekommunikation in der Amtszeit von Bundesminister Wolfgang Bötsch. Mit der Auflösung des Bundespostministeriums zum 31. Dezember 1997 schied er aus dem Amt aus.
In seiner Funktion als Staatssekretär war er Mitglied des Aufsichtsrats der Deutschen Telekom.

## Ehrungen
Er war seit 1983 Ehrenmitglied der katholischen Studentenverbindung K.D.St.V. Nibelungia (Brünn) Darmstadt im CV.
Im Jahre 1997 wurde er mit dem Großen Verdienstkreuz des Verdienstordens der Bundesrepublik Deutschland geehrt.

## Quelle
- Kürschners Volkshandbuch Deutscher Bundestag. 10. Wahlperiode. NDV, Rheinbreitbach 1983.